# Achtopol
Achtopol (bulharsky Ахтопол, řecky Αγαθούπολη) je město v jihovýchodním Bulharsku. Leží v Burgaské oblasti, v obštině Carevo. Je to známé letovisko na jižním bulharském pobřeží Černého moře. Žije zde přes 1 000 obyvatel a jde o nejjižnější město na bulharském pobřeží poblíž hranice s Tureckem.

## Historie
Na místě dnešního města existovaly osady již od mladší doby kamenné. V době železné byla oblast osídlena thráckým kmenem Thynů. Vlastní město bylo založeno kolem roku 430 př. n. l. řeckými kolonisty z Athén. Předpokládá se, že jeho založení se váže na aktivity Perikla v černomořské oblasti. Město se stalo obchodním centrem, protože razilo vlastní mince. Po nájezdech barbarů od 5. do 7. století bylo město obnoveno byzantským vojevůdcem Agathonem, který jej pojmenoval Agathopolis.
Během středověku byl Agatopol střídavě začleňován do Bulharské a do Byzantské říše. Nápis chána Kruma z roku 812 svědčí o jeho vládě. V roce 1304 ho získal císař Teodor Svetoslav. Kolem roku 1389, dvacet let po dobytí Drinopole Osmanskou říší, sem přenesl svoje sídlo tamější metropolita. Osmanští Turci začlenili město do své říše v roce 1453 a nazývali ho Ahtenbolu, později Ahtabolu. V 17. století je Achtopol zmíněn jako sídlo biskupa.
Počátkem 20. století občané Achtopolu vlastnili 45 lodí, z toho tři s výtlakem mezi 1 000 a 3 000 tun. Když v roce 1912 vypukla první balkánská válka z Achtopolu se k makedonsko-drinopolské domobraně přihlásili dva dobrovolníci. Po balkánských válkách připadlo město v roce 1913 Bulharsku, řecké obyvatelstvo bylo vyhnáno a do města přišli bulharští uprchlíci z Východní Thrákie. V roce 1918 bylo téměř celé město zničeno požárem a shořela i starobylá katedrála Zesnutí přesvaté Bohorodice. Soudobé město vzniklo po požáru, když bylo celé nově postaveno. V roce 1926 mělo 1 095 obyvatel.
Řečtí vyhnanci založili v Řecku, v kraji Pieria, obec Nea Agathoupoli (Nový Achtopol).

## Geografie
Město se rozkládá na skalnatém poloostrově na pobřeží Černého moře na úpatí pohoří Strandža.
Leží 14 km jižně od města Carevo, které je sídlem zdejší obštiny, a 5 km severně od ústí řeky Veleka. Město leží uvnitř přírodního parku Strandža.
Klima je zčásti středomořské s chladnými léty a mírnými zimami.

## Obyvatelstvo
Ve městě žije 1 307 stálých obyvatel (1 419 obyvatel včetně přechodně bydlících). Podle sčítáni 1. února 2011 bylo národnostní složení následující:
- Bulhaři: 934 (74.4 %)
- Romové: 311 (24.8 %)
- Turci: 3 (0.2 %)
- ostatní: 7 (0.6 %)

### Náboženství
Město je sídlem Achtopolské diecéze (správněji Agatopolské eparchie) Konstantinopolského patriarchátu, která existuje od 15. století. Město je jedním z pěti známých sídel eparchií na území současného Bulharska.

## Hospodářství
Rozhodující příjmy města plynou z turistického ruchu a rybolovu.

## Památky
Nejstarší zachovanou památkou je kostel Nanebevstoupení Páně postavený v roce 1776. Dále se zde nacházejí pozůstatky kláštera Sveti Jani (Jana Křtitele) z 12. století, torza opevněných hradeb (v některých místech až do 8 m vysokých a 3,5 m širokých). Poblíž poloostrova leží zbytky thráckých zdi. Ve městě je historické muzeum.
Ve 40. a 50. letech byl Achtopol konečnou stanicí úzkorozchodné železnice Achtopol - Brodilovo – Kosti, která byla koncem 50. let zrušena pro údajnou neefektivnost.

## Sport
Jediným sportovním klubem ve městě je Fotbalový klub Achtopol. Byl založen v roce 1992 pod názvem Černo more (Achtopol) a po tři roky soutěžil v jižní oblastní skupině B. Poté měl sporadické úspěchy, ale v roce 2006 se vrátil do jižní oblastní skupiny B. V sezóně 2008/2009 se umístil na devátém místě z deseti účastníků. Protože Achtopol nemá vlastní stadión, hrají se soutěžní zápasy v sousedním městě Carevu.

## Osobnosti
- Kosta Pergelov (1921 – 2007) bulharský ekonom